# Filip Pajović
Filip Pajović (in serbo Филип Пajoвић?; Zrenjanin, 30 luglio 1993) è un calciatore serbo, portiere del Mladost GAT.

## Palmarès

### Club

#### Competizioni nazionali
- Campionato ungherese: 1

Videoton: 2014-2015
- Coppa d'Ungheria: 2

Újpest: 2017-2018, 2020-2021